# Super Size Me

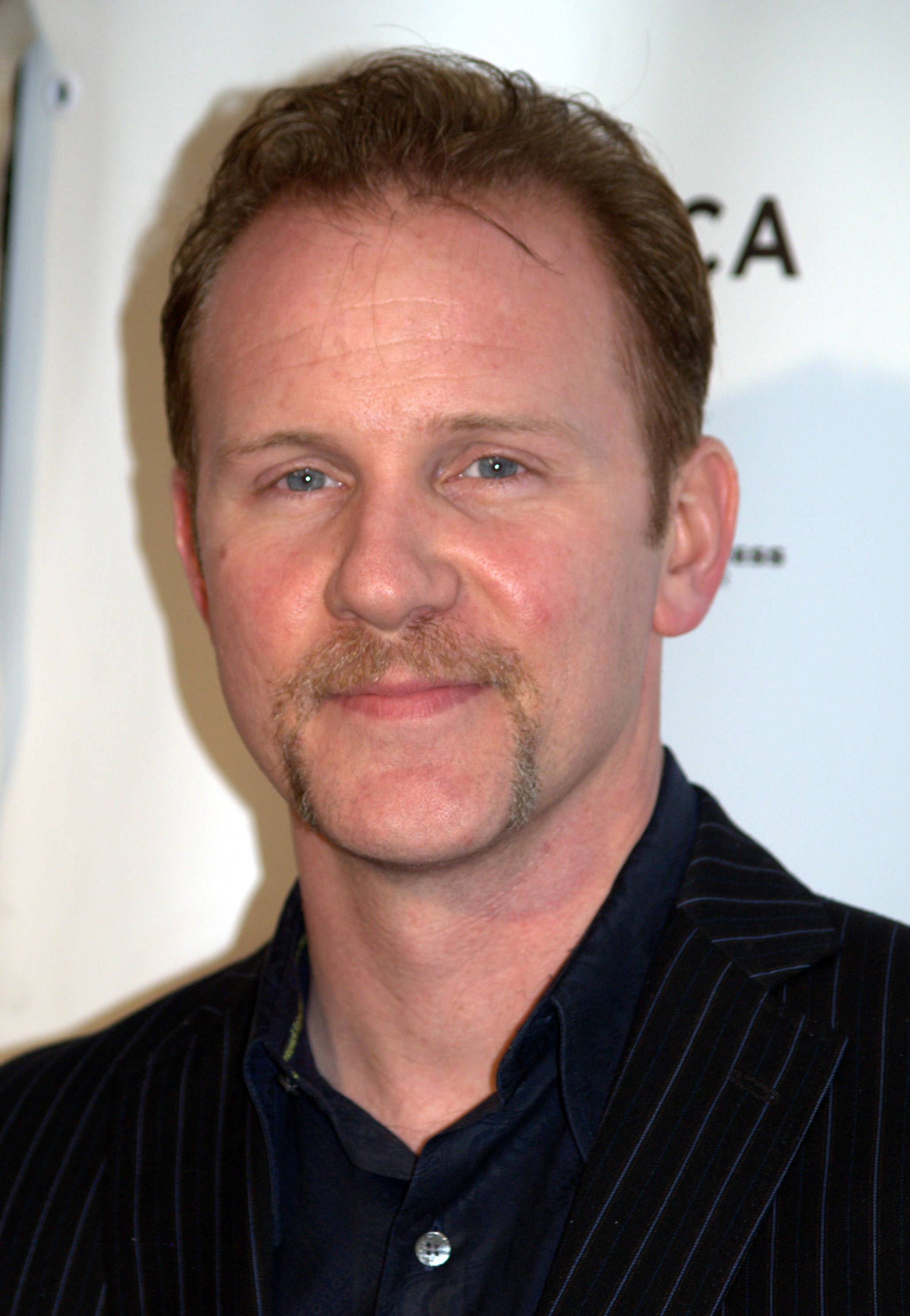
Fotografia del director Morgan Spurlock.

Super Size Me és un documental  estatunidenc escrit, dirigit i escenificat per Morgan Spurlock. El film presenta aquest últim alimentant-se exclusivament a McDonald's durant un mes a raó de tres menjars per dia. S'engreixa així més d'11 quilograms i té problemes de fetge. El film pretén denunciar els efectes nefastos de la restauració ràpida, com l'obesitat. Ha estat doblada al català.
El títol es traduït literalment per «Magnifiqueu-me» o «Sobredimensioneu-me». Es tracta d'un joc de paraules amb el nom comercial Super Size, que designa la versió gegant dels menús de la cadena McDonald's.
El documental s'ha emès en més de 30 països i ha informat uns 29,5 milions d'euros en ingressos.

## Argument
Més d'un terç dels nens i dels adolescents americans tenen problemes de pes. Dos adults de cada tres als Estats Units d'Amèrica arriben a sobrepès o d'obesitat. Com els Estats Units han arribat aquí? Les cadenes de restauració ràpida són sovint assenyalades però diversos processos que els han estat entaulats per clients obesos han estat perduts per falta de proves
Morgan Spurlock vol saber més sobre el paper efectiu d'aquest tipus d'alimentació i sobre l'impacte del Menjar escombraria sobre la salut. Per portar la seva investigació, travessa els Estats Units i interroga especialistes a més de vint ciutats, de Nova York a Houston. Parla així amb un antic secretari de Salut dels Estats Units, professors de gimnàstica, cuiners de menjadors escolars, publicitaris, advocats i legisladors, que li confien el resultat de les seves investigacions, els seus sentiments, els seus temors i els seus dubtes.Durant la seva investigació, Morgan Spurlock decideix portar sobre ell mateix una experiència: sota la vigilància amatent de tres metges i d'una nutricionista, s'obliga a no menjar més que a McDonald's durant un mes i decideixi utilitzar més sovint el taxi per tal de respectar el nombre màxim de 5.000 pasos per dia que s'imposa (mitjana per americà).

## Rebuda
Al final de 2004, sis setmanes després de l'estrena del film al Festival de Cinema de Sundance, la societat McDonald's retira de la venda el format Super Size, menú gegant sense equivalent fora dels Estats Units. L'empresa comercialitza igualment una sèrie d'amanides i de salses alleugerides. McDonald's nega que aquestes iniciatives estiguin lligades al film

### Premis i nominacions
- Premi al millor director a la categoria documental del Festival de Cinema de Sundance al gener 2004.
- Premi al millor guió de documental de l'Associació dels guionistes americans al febrer 2005
- Nominació als Oscars 2005 a l'oscar al millor documental.

### Crítica
- "Super Size Me és un discurs contra el menjar ràpid que se les arregla per entretenir alhora que informar i alarmar"[3]
- "Una idea tan brillant i terriblement senzilla, una idea tan genial i absurda, que resulta extraordinari que ningú l'hagi intentat abans."[4]
- "És un descens a la golafreria èpica molt entretingut (...) Spurlock evita la retòrica pesada de Moore. Consumir-la potser et doni nàusees i una mica de diversió (…) Puntuació: ★★★★ (sobre 5)"[5]